# Детстарс
„Детстарс“ (Deathstars – „Звезди на смъртта“) е индъстриъл метъл група в Швеция, създадена през 2000 г.
Позната е още като Swordmaster, но впоследствие променя името си. Членове на групата са Whiplasher (вокал), Nightmare Industries (китара и клавир), Skinny Disco (бас китара и беквокал) и Vice (барабани).

## Членове на групата
Настоящи членове
- Андреас „Whiplasher Bernadotte“ Берг – Вокал
- Емил „Nightmare Industries“ Ньотвейд – Китара и клавир
- Йонас „Skinny Disco“ Кейнгър – Бас и беквокал
- Оскар „Vice“ Леандер – Барабани

Бивши членове
- Ерик „Beast X Electric“ Халворсен – Китара
- Уле „Bone W Machine“ Йоман-Барабани
- Ерик „Cat Casino“ Бекман – Китара

## Дискография

### Студийни албуми
- Synthetic Generation (2003)
- Termination Bliss (2006)
- Night Electric Night (2009)
- The Perfect Cult (2014)

### Сингли
- Synthetic Generation (2001)
- Syndrome (2002)
- Cyanide (2005)
- Blitzkrieg (2006)
- Death Dies Hard (2008)
- Mark of the Gun (2009)
- Metal (2011)
- All The Devil’s Toys (2014)
- Explode (2014)

### Компилации
- The Greatest Hits On Earth (2011)

### Видеография
- Synthetic Generation (2001)
- Syndrome (2002)
- Cyanide (2005)
- Blitzkrieg (2006)
- Virtue to Vice (2007)
- Death Dies Hard (2008)
- Metal (2011)
- All The Devil's Toys (2014)